# Southport (Indiana)
Southport – miasto w Stanach Zjednoczonych, w stanie Indiana, w hrabstwie Marion.